# کوین لی (بازیگر)
کوین لی (انگلیسی: Kevin Lee؛ زادهٔ ۱۹ فوریهٔ ۱۹۸۱) بازیگر اهل انگلستان است که در فیلم‌های جکی چان، ژانگ ییمو و وو جینگ نقش‌آفرینی نمود و معمولاً نقش شخصیت‌های منفی غربی را ایفا می‌کند. او از کودکی به فیلم‌های رزمی علاقمند بود؛ به‌ویژه فیلم‌های جکی چان، بروس لی و جت لی. او دانش‌آموختهٔ رشتهٔ فناوری اطلاعات است و بعدها تصمیم گرفت هنرهای رزمی چینی را در مودانجیانگ واقع در استان هیلونگ‌جیانگ بیاموزد. او پس از بازگشت به انگلستان به عنوان کارشناس فروش و مشاور سرمایه‌گذاری مشغول به کار شد و به یادگیری هنر بازیگری هم پرداخت و سپس مجدداً در سال ۲۰۱۰ به چین بازگشت. او از منتقدان سانسور در جمهوری خلق چین است و چنین سیاستی را مانع از ورود محصولات هنری چینی به بازارهای غربی می‌داند.
از فیلم‌هایی که وی در آن‌ها نقش داشته‌است، می‌توان به نبرد در دریاچه چانگ‌جین، کونگ فو یوگا و گرگ مبارز اشاره نمود.